# دیوید اسکالانته
دیوید اسکالانته (انگلیسی: David Escalante؛ زادهٔ ۲۱ مهٔ ۱۹۹۱) بازیکن فوتبال اهل آرژانتین است.
از باشگاه‌هایی که در آن بازی کرده‌است می‌توان به باشگاه اتلتیکو ایندپندینته اشاره کرد.